# Echinopsis lageniformis
Echinopsis lageniformis es una especie de cactus columnar, de rápido crecimiento, endémica de los desiertos altos de Bolivia. La especie también es bastante conocida por su sinónimo Trichocereus bridgesii. 

## Lugar de origen
La planta procede de Coripata, cerca de la La Paz, Bolivia. Entre las poblaciones originarias de Bolivia a veces es llamada achuma o wachuma, aunque estos nombres también se aplican a especies emparentadas, como Echinopsis pachanoi, que también poseen efectos alucinógenos.

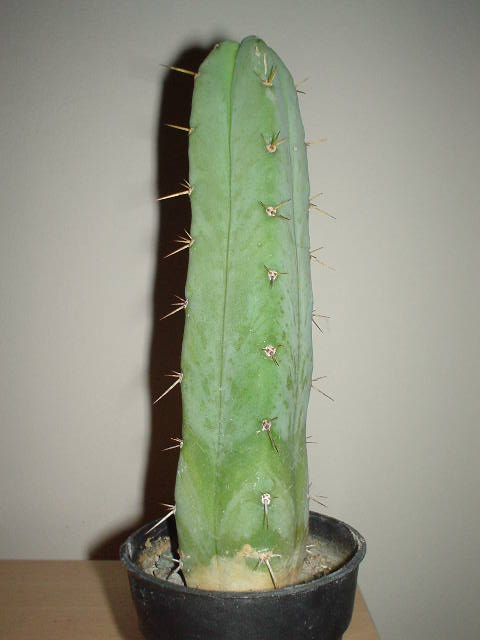
Detalle de la planta

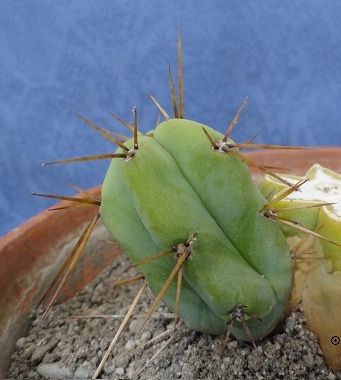
Planta joven

## Descripción
Es de color verde claro, con 4 a 8 costillas. Puede alcanzar de 2 a 5 m de altura con tallos de 15 a 20 cm de diámetro. Las espinas son color miel a pardo, dispuestas en grupos de 4, con una longitud de 6 a 7 cm, y en plantas adultas están distribuidas uniformemente en las costillas, con una separación de 2,5 a 3 cm. Posee flores blancas, de 15 a 18 cm de largo.
Como otras especies emparentadas con ella, tiene un antiguo uso chamánico en su lugar de origen. Fuera de su hábitat, es uno de los Trichocereus menos usados como planta ornamental. Esto no ocurre en los lugares donde es la especie dominante, como por ejemplo en el área de La Paz, Bolivia.

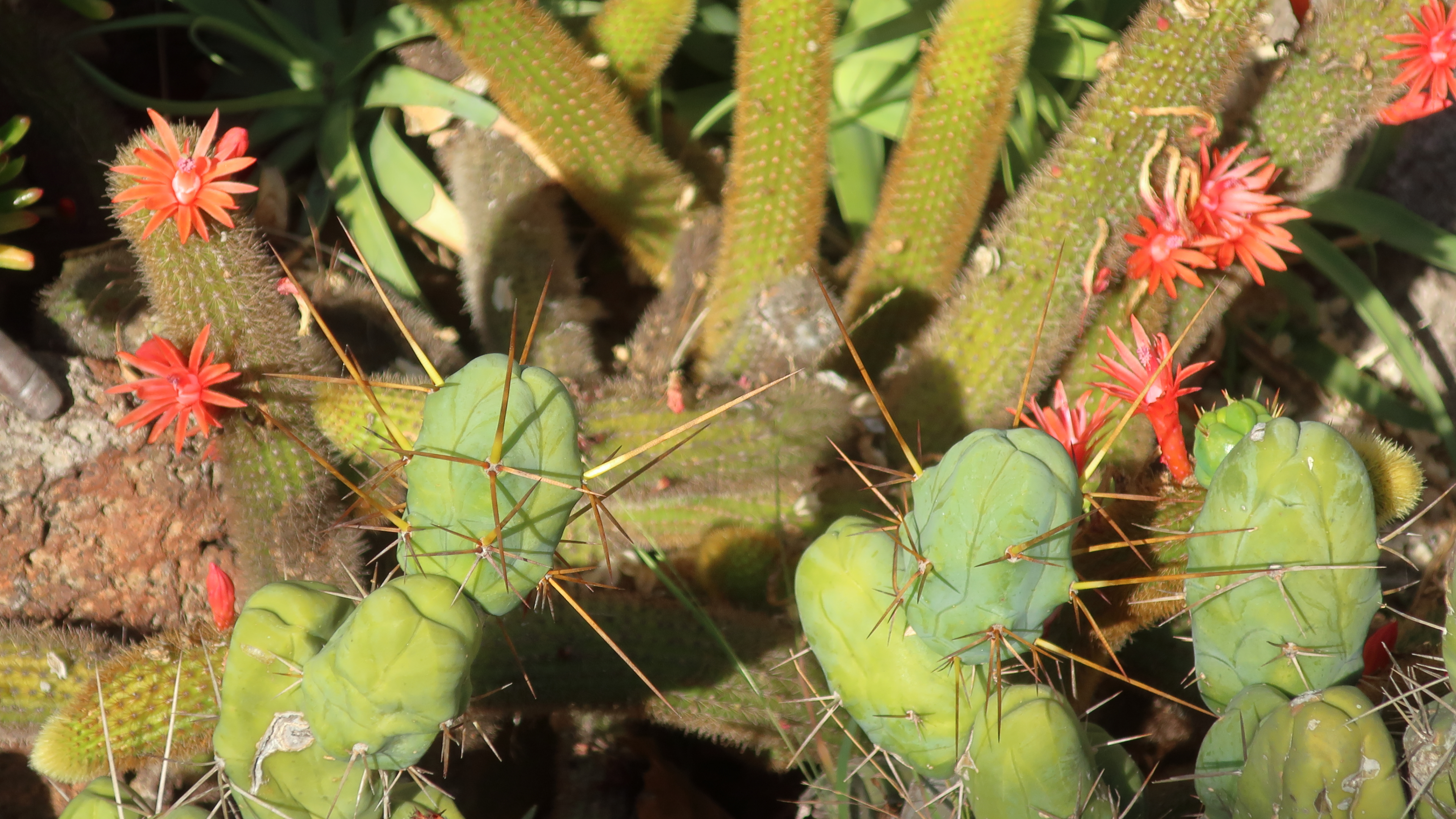
Variante de crecimiento monstruoso

Existen algunas variedades mutantes de esta especie que son muy apreciadas por los coleccionistas, tales como una variedad cristata, dos variantes de crecimiento monstruoso, y el clon Trichocereus bridgesii monstruosa cristata, desarrollado recientemente, que exhibe crecimiento tanto monstruoso como crestado. Una de las variedades monstruosas es frecuentemente llamada "planta pene". Estas formas mutadas son de crecimiento más lento que la estándar. Otros clones muy apreciados por los coleccionistas son Alko, Ben, Crown of Thorns, Experiment, Fahim Bridge 1, Experiment, Fields Bridge, Foolsbreath, Jiimz Twin Spine, Nimbin, Rita y Urban Tribes 2.

### Bioquímica
Contiene alcaloides psicoactivos, en particular mescalina, de la cual podría tener mayores concentraciones que muchos Echinopsis pachanoi.

## Taxonomía
Echinopsis lageniformis fue descrita por (C.F.Först.) H.Friedrich & G.D.Rowley  y publicado en International Organization for Succulent Plant Study Bulletin 3(3): 96. 1974.
Etimología
Ver: Echinopsis
lageniformis epíteto latino que significa "con forma de botella".
Sinonimia
- Trichocereus bridgesii  Britton & Rose
- Cereus lageniformis C.F.Först.
- Cereus bridgesii Salm-Dyck[7]